# Afder
Afder è una delle zone amministrative in cui è suddivisa la Regione dei Somali in Etiopia.

## Woreda
La zona è composta da 9 woreda:
1. Barey
2. Charati
3. Dolobay
4. Elkare /Serer
5. God-God
6. Hargele
7. Kohle /Qoxle
8. Raso
9. West Imi